# Херман I (Равенсберг)
Херман I фон Равенсберг (на немски: Hermann I von Ravensberg, * ок. 1075/1080, † ок. 1144) е 1125 г. граф на Калвелаге, граф в диоцеза Оснабрюк. Нарича се през 1440 г. на замък Равенсберг.

## Произход
Той е син на Херман I († 1082) граф на Калвеланге и съпругата му Етелинда Нортхаймска (* ок. 1050, † след 1075), разведена от Велф I херцог на Бавария (Велфи), дъщеря на Ото II фон Нортхайми, херцог на Бавария.
Той е привърженик на Лотар III фон Суплинбург.

## Фамилия
Херман I се жени за Юдит фон Цутфен, дъщеря на граф Ото II фон Цутфен. Те имат децата:
- Ото I (* ок. 1120, † 1170/80), 1138 г. граф на Калвелаге и на Равенсберг 1141 – 1170 г., женен за Ода фон Цутфен (доказана 1166) и е баща на Херман II
- Хайнрих, граф на Равенсберг (1160)
- Хедвиг фон Дале († ок. 1166), наследничка на Дале, омъжена за Герхард I фон Хенегау, граф на Дале († 1166), син на граф Балдуин III фон Хенегау и Йоланта от Гелдерн